# Aeromot AMT-200 Super Ximango
Aeromot AMT-200 Super Ximango (USAF oznaka TG-14) je brazilsko motorno jadralno letalo, ki ga poganja 80-konjski Rotax 912. Super Ximango je grajen iz  fiberglasa, ima nizko nameščeno kantilever krilo in uvlačljivo pristajalno podvozje  z repnim kolesom.

## Specifikacije
Podatki iz Taylor 1996, str. 511
Splošne značilnosti
- Posadka: 2
- Dolžina: 8,05 m (26 ft 5 in)
- Razpon kril: 17,47 m (57 ft 4 in)
- Površina kril: 18,7 m2 (201 sq ft)
- Vitkost: 16
- Teža praznega letala: 605 kg (1.334 lb)
- Maks. vzletna teža: 805 kg (1.775 lb)
- Pogon letala: 1 × Rotax 912 , 60 kW (80 hp)

Zmogljivost
- Potovalna hitrost: 205 km/h (127 mph; 111 kn)
- Hitrost pri porušitvi vzgona: 76 km/h (47 mph; 41 kn)
- Neprekoračljiva hitrost: 245 km/h (152 mph; 132 kn)
- Jadralno število: 31